# Scipio (Nowy Jork)
Scipio – miasto w Stanach Zjednoczonych, w stanie Nowy Jork, w hrabstwie Cayuga.